# Bicyrthermannia cagayana
Bicyrthermannia cagayana är en kvalsterart som först beskrevs av Corpuz-Raros 1979.  Bicyrthermannia cagayana ingår i släktet Bicyrthermannia och familjen Nanhermanniidae. Inga underarter finns listade.